# Zrušitev nadstreška na železniški postaji Novi Sad
Zrušitev nadstreška na železniški postaji Novi Sad je bila nesreča, ki se je zgodila 1. novembra 2024 ob 11:52 na železniški postaji Novi Sad. Betonski nadstrešek nedavno obnovljene postaje je popustil in pod seboj pokopal mimoidoče in čakajoče. Umrlo je 16 ljudi, od tega 14 na kraju nesreče in dve osebi naknadno v bolnišnici, še ena oseba pa je bila huje poškodovana.
Zrušitev je sprožila serijo protestov proti korupciji vlade, ki so se iz Novega Sada razširili po vsej Srbiji.

## Ozadje
Današnje poslopje novosadske železniške postaje je bilo zgrajeno leta 1964. Potem ko je 57 let stala brez večjih vlaganj ali obnov, so bili leta 2021 objavljeni načrti za obnovo in širitev postaje v okviru prizadevanj vlade Srbije za revitalizacijo in modernizacijo železniške infrastrukture v državi z uvajanjem hitrih vlakov. Obnova je vključevala nadgradnjo tirnic, gradnjo nove platforme in popolno prenovo glavne stavbe z dodatnimi dvigalnimi napravami za invalide. Dela so se začela septembra 2021.
Pogoj za obnovo je bilo razstavljanje Bosko Perosevićevega mostu in rekonstrukcija Železniškega mostu Žeželj, po projektu Aleksandra Bojovića, ki ga je zgradil mednarodni konzorcij JV Azvi - Taddei - Horta Coslada International. Rekonstrukcijo železniške postaje sta izvajali kitajski družbi China Railway International in China Communications Construction Company (CCCC) kot del projekta proga Budimpešta—Beograd, ki je del širšega načrta za mednarodno železniško omrežje.
Renovirana stavba postaje je bila odprta 19. marca 2022 skupaj s posodobljeno progo, ki omogoča hitrosti do 200 km/h med Beogradom in Novim Sadom.

## Nesreča
1. novembra 2024 ob 11:52 se je zrušil nadstrešek nad glavnim vhodom. Na kraju nesreče je umrlo 14 oseb, vključno s šestletnim otrokom, poškodovane pa so bile še tri osebe. Poleg državljanov Srbije je bil med žrtvami državljan Severne Makedonije.
17. novembra v bolnici je umrla hudo ranjena 24-letnica, 21. marca 2025 pa je kot 16. žrtev umrl 19-letnik.

## Reakcije
Odhodi vlakov so bili za 10 minut ustavljeni, postaja pa zaprta za nedoločen čas. Potniški promet za Subotico in Sombor je bil preseljen na postajo Futog, za Beograd pa na postajo Petrovaradin.
Vlada Srbije je razglasila 2. november 2024 za dan žalovanja, medtem ko je bilo v Novem Sadu razglašeno tridnevno žalovanje. Dan žalovanja je bil prav tako razglašen v Republiki Srbski.
Sožalje so izrazili predstavniki Evropske unije, Madžarske, Bosne in Hercegovine, Črne gore, Romunije, Avstrije, Francije, Hrvaške, Grčije, Rusije, Kazahstana in drugih držav.
Predsednik Srbije Aleksandar Vučić je zahteval tako politično kot kazensko odgovornost za nesrečo. Kitajski konzorcij, ki je izvajal dela na obnovi, je izjavil, da nadstrešek ni bil del obnove.
Še isti mesec so se začeli množični protesti študentov, ki so izbruhnili po tistem, ko so organizirani neznanci, domnevno privrženci  vladajoče Srbske napredne stranke, napadli študente in profesorje beograjske fakultete za dramske umetnosti, ki so priredili javno manifestacijo v spomin na žrtve. Do konca leta so blokirali delo na 60 fakultetah univerz v Novem Sadu, Beogradu, Nišu in Kragujevcu, rednim protestom pa pridružujejo tudi kulturniki, srednješolci, nevladniki in nekatere druge skupine. Med glavnimi zahtevami protestnikov so objava celotne dokumentacije projekta obnove železniške postaje, kazni za napadalce in opustitev pregona pridržanih protestnikov. Predsednik Vučić oporeka legitimnosti protestov.
4. novembra, tri dni po nesreči, je odstopil minister za gradbeništvo, promet in infrastrukturo Goran Vesić, ob tem pa izjavil, da ne prevzema krivde za nesrečo. 22. novembra je s položaja ministra za trgovino odstopil tudi Vesićev predhodnik Tomislav Momirović. 28. januarja 2025 je odstopno izjavo podal predsednik vlade Miloš Vučević.